# Кийский крест

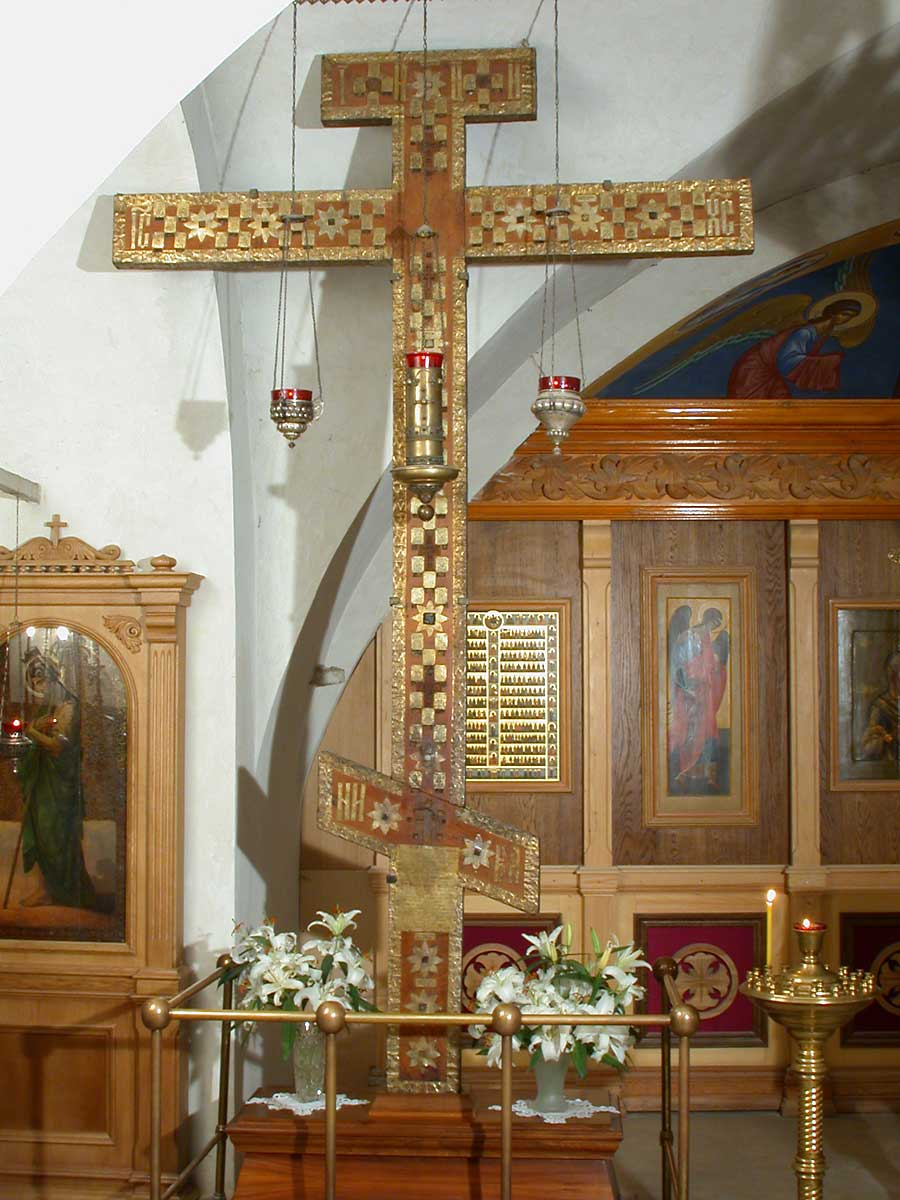
Кийский крест

Кийский крест — мощевик, изготовленный по заказу патриарха Никона для Онежского (Кийского) Крестного монастыря.

## История создания
В период патриаршества Никона в России стали делать кресты «мерою и подобием Креста Христова». Никон в Палестине заказал несколько таких крестов для создаваемых им монастырей, в том числе и для Онежского Крестного монастыря на острове Кие, где Никон в 1639 году спасся во время бури.
Кийский крест был изготовлен «из дерева кипарисного, в высоту и в ширину во всём подобен мерою Кресту Христову». Размеры креста 310 × 192 см. Освящение креста состоялось 1 августа 1656 года (в день празднования Происхождения честных древ Животворящего Креста). В память об этом на кресте в нижней его части была сделана соответствующая надпись.
После освящения крест под охраной был перевезён на остров Кий. Во всех местах остановки на ночлег делали деревянные копии креста и освящали «на благословение». Один такой крест-копия хранился в кладбищенской церкви Воскрешения Лазаря в городе Онеге, ныне находится в Троицком соборе в городе Онеге.
В Онежском (Кийском) монастыре крест был установлен в иконостасе вместо храмовой иконы.

## Состав реликвий

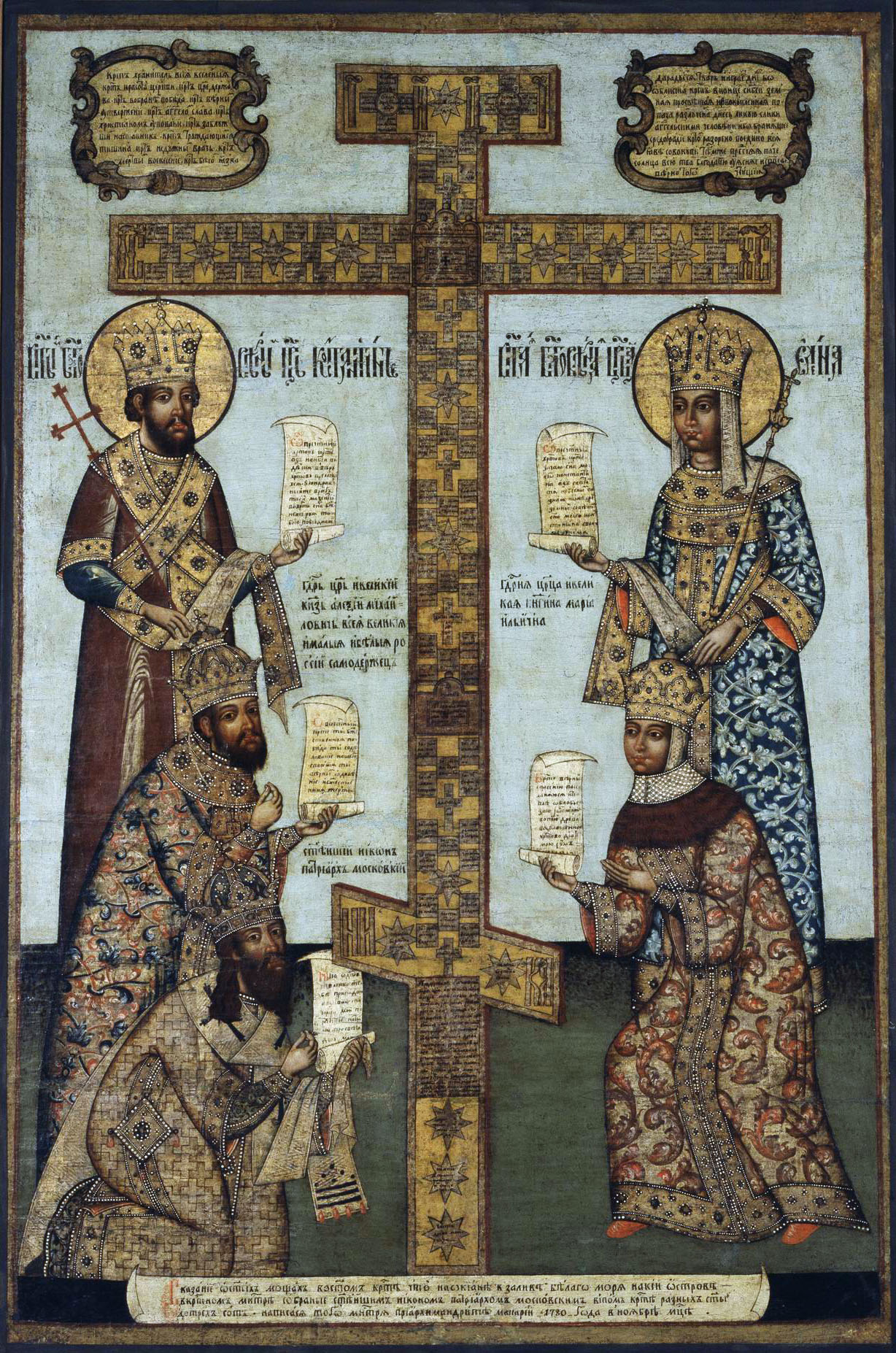
Икона «Кийский крест с предстоящими» (слева: император Константин, царь Алексей Михайлович, патриарх Никон; справа: императрица Елена, царица Мария Ильинична. Изограф Иван Салтанов, 1670-е годы)

В крест помещено 108 частиц мощей святых и 16 камней с мест библейских событий. В центре креста серебряный ковчежец с частью Ризы Христовой и частицей Животворящего Креста. Крест украшен шестью малыми деревянными крестами с изображением двунадесятых праздников, привезёнными с Афона в середине XVII века.
Патриарх Никон так писал о созданном им кресте: 
| И аще кто с верою восхощет к тому животворящему кресту на поклонение приити, да не менее тому силою святаго того честнаго и животворящаго креста благодать дастся, якоже путешествующим во святая Палестинская места, в нихже святое Своё смотрение Христос Бог наш исполни. |

## Местонахождение
Кийский крест находился в Онежском Крестном монастыре в Крестовоздвиженском соборе до его закрытия в 1923 году. Единственный раз в 1854 году он покидал монастырь из-за нашествия англичан (при его перемещениях были утрачены некоторые мощи). В 1930 году крест был передан в антирелигиозный музей в Соловецком лагере, а затем в запасники Исторического музея в Москве. В августе 1991 года крест был передан в храм преподобного Сергия Радонежского в Крапивниках (Москва), где находится в приделе Всех Святых в земле Российской просиявших и доступен для поклонения.